# ヒトラーユーゲント
ヒトラーユーゲント（ドイツ語: Hitlerjugend、略称 HJ、英: Hitler Youth）は、1926年に設立されたドイツの国民社会主義ドイツ労働者党党内の青少年組織に端を発した学校外の放課後における地域の党青少年教化組織で、1936年の法律によって国家の唯一の青少年団体（10歳から18歳の青少年全員の加入が義務づけられた）となった。「ヒトラー青少年団」とも訳される。

## 概要
ヒトラーユーゲントにおいては、同世代の指導者から肉体の鍛練、準軍事訓練、祖国愛が、民族共同体の一員である青少年に集団活動を通じて教え込まれた。1936年ヒトラーユーゲント法により青少年（女も10歳〜21歳、女子グループは「ドイツ少女団」と呼ばれた）の参加が義務づけられ、1939年には、800万人を擁する集団へと成長した（1940年のドイツの人口は約7000万人）。戦局の悪化とともに1944年に国民突撃隊に併合された。制服は茶色の開襟シャツであったが、支給はされず自弁しなければならなかった。
ヒトラーユーゲントに所属する青少年らは、ナチス・ドイツの未来を保証するものとみなされ、人種差別を含むナチスのイデオロギーを教え込まれた。当初はキャンプやハイキングといった、1935年に禁止されたボーイスカウト運動と同様の活動であった。しかし、時間の経過に伴い、その内容と意図は変化した。たとえば、武器の訓練、基本的な戦術の学習など、多くの活動は青年教育よりも軍事教練に重点が置かれた。これは、ナチス・ドイツのために兵士として忠実に戦うという意識を刷り込む目的で実施され、ナチスの掲げる理想のための犠牲を惜しまないという思想も含まれていた。

## 歴史

### 結成と経過
ヒトラーユーゲントの前身は、1922年3月に設立された「Jugendbund der NSDAP」（JdN、国家社会主義ドイツ労働者党青年同盟）である。「JdN」の入隊資格は14歳から18歳までの男子で、そのうち14歳から16歳までは「Jungmannschaften」（青年チーム、意訳）としてグループ化され、年長になると「Jungsturm Adolf Hitler」（アドルフ・ヒトラー青年前衛隊、意訳）とされた。組織は突撃隊 (SA) によって管理され、アドルフ・レンク (de:Adolf Lenk) によって率いられた。JdNは1923年のミュンヘン一揆の首謀者だったヒトラーが逮捕、収監されると崩壊した。
その後、JdN の空白を埋めるために多くの地方青年組織がオーストリアおよびドイツで組織され、レンクおよびクルト・グルーバー (de:Kurt Gruber (NSDAP)) の「Großdeutsche Jugendbewegung」（大ドイツ青年運動）や「Schilljugend」（シル青年団）といった組織が結成された。
1926年に大ドイツ青年運動がヒトラーユーゲントに改名され、これが後ヒトラーユーゲントの基礎となる。当時のヒトラーユーゲント指導者が党機関内を占めていた地位は明確でなかったが、やがて他の指導者（フランケン・グウゲルなど）の下に多数のヒトラーユーゲント群が結成された。
1928年以降は、アルフレート・ローゼンベルクがナチス青少年運動に助力し、各地の指導者が率いた青少年団体を統一に導いた。同年にヒトラーユーゲントは10歳から14歳の男子部門、 Deutsche Knabenschaft（ドイツ少年団）を結成、1931年には Deutsches Jungvolk in der Hitler-Jugend（ヒトラーユーゲント内ドイツ少国民団、意訳）と改名した。茶色の開襟シャツが制服であった。
1929年の党大会には、初めて2千人のヒトラーユーゲントが行進した。また、Schwesternschaft der Hitler-Jugend と呼ばれた14歳から18歳の女子部門も同年に結成された。それは1930年に Bund Deutscher Mädel（BDM、ドイツ少女団）と改名され、より若い女子部門の Jungmädelgruppe（ドイツ幼女団）は1931年に付け加えられた。
1931年からはバルドゥール・フォン・シーラッハが党の青少年全国指導者となり、ヒトラーユーゲントの育成にあたった。総選挙では高齢者の有権者を介助し、投票所でナチスの候補に投票するよう誘導もしていた（当時は合法だった）。1933年のヒトラー内閣成立以降、ヒトラーユーゲントはなかば公的な組織となり、1934年6月以降は各種青少年団体を吸収して拡大された。1936年12月に「ヒトラーユーゲント法」が成立すると、ヒトラーユーゲントは国家の公式な青少年団体となり、10歳から18歳の青少年全員の加入が義務づけられるとともに、他の青少年団体は禁止された。宗教団体については、1933年以降に数十万人の青少年がカトリック教諸団体からヒトラーユーゲントに移ったが、青年団そのものは暫く宗教指導者の下で活動していた。
1940年、アルトゥール・アクスマンがヒトラーユーゲントの指導者に就任した。アクスマンは戦争の激化で枯渇していた人的資源の代替としてヒトラーユーゲントを利用した。消防・郵便・ラジオなどの分野にユーゲントの隊員が投入された。1943年以降、戦局が悪化するとユーゲント隊員は兵として動員されたが、十分な装備や訓練を受けない彼らは多くの死傷者を出した。ヒトラーユーゲントはベルリンの戦いにおいても戦闘に参加し、多くの戦死者を出した。その後、ドイツの降伏により解体消滅した。

## 訪日
1936年（昭和11年）11月25日の日独防共協定の締結によりヒトラーユーゲント指導者バルドゥール・フォン・シーラッハが日独の青少年相互訪問を提案。日本政府がこれを受け入れた結果、ヒトラーユーゲント派遣団が1938年（昭和13年）8月16日に来日。11月にかけて訪日が行われた。
滞在中は、明治神宮及び靖国神社を参拝した他、東京陸軍幼年学校も訪問した。
歓迎歌として北原白秋作詞、高階哲夫作曲の『万歳ヒットラー・ユーゲント 独逸青少年団歓迎の歌』（藤原義江の歌唱で日本ビクターがレコード発売）や土井晩翠作詞、東京音楽学校作曲の『ヒットラーユーゲント歓迎の歌』が用意されるなど、日本国民を挙げての大歓迎を受け、親独気運の醸成に大きく寄与した。
同時期に日本からは各地の学生、青少年団体職員、若手公務員から成る「大日本連合青年団」（現在の日本青年団協議会）の訪独団がドイツに派遣され、ナチス党大会の参観、ヒトラーと会見して同盟国のドイツの見聞を広めた。

### 日本側とドイツ側の訪日の目的
ヒトラーユーゲントが、他国との交流に熱心な理由は次の3点にあった。
1. ナチ党に対する国際批判を逸らし、他国の青年にナチ・ドイツを理解させる
2. 共産主義青年を中心とした反ファシズム運動に対抗する
3. 他国の文化と接することで自国への理解をより深める

これらが、日本の青少年指導者の支持を得てドイツと日本の青少年の交流が実現された。
また、こうした全般的な交流の理由のほかに、訪日には独自の目的が存在した。第一に、日本滞在中のドイツ人教師にドイツ本国の教育状況を伝えることである。第二に、1940年に予定されていた東京オリンピックの下準備のために日本の状況とスポーツ交流の可能性をさぐることである。第三に、外交官養成の実習の場としても使用された。
日本側の背景および目的としては、以下の4点が挙げられる。
1. 日独防共協定を前提
2. 東洋文化の推進力・アジアの中心勢力としての日本への理解の促進。これは、中国と外交関係を維持していたドイツから日中戦争に対する理解を得ようとする目的があった。
3. 日本国内の諸青少年団の連携を促すこと
4. 国体の歴史と民族の伝統を示し国民的精神が形成されていることをドイツに顕示すること

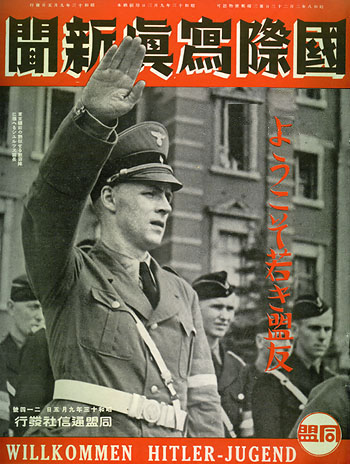
『国際写真新聞』表紙：ようこそ若き盟友
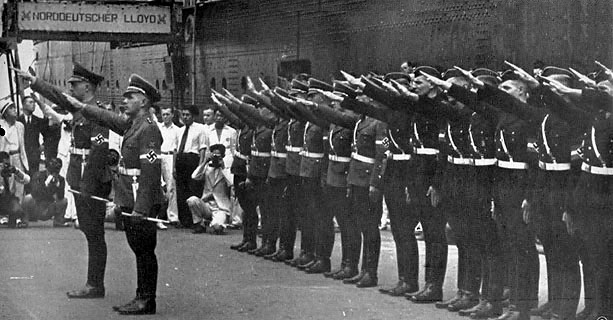
8月16日、横浜港到着
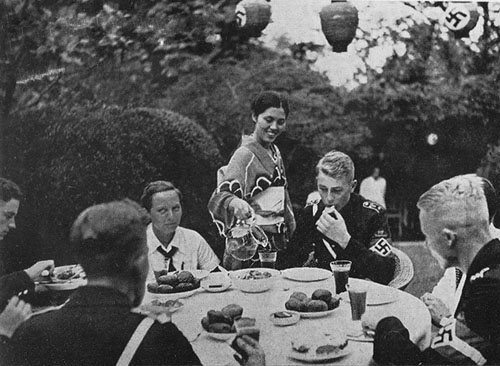
8月16日、駐日ドイツ大使館訪問
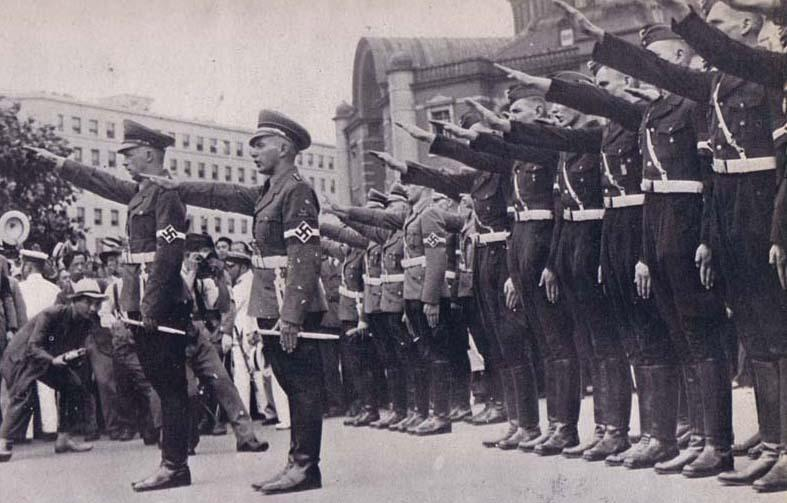
9月5日、東京駅前
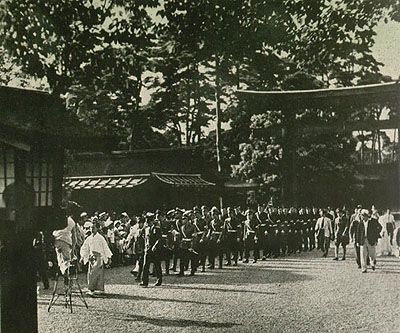
9月、明治神宮参拝
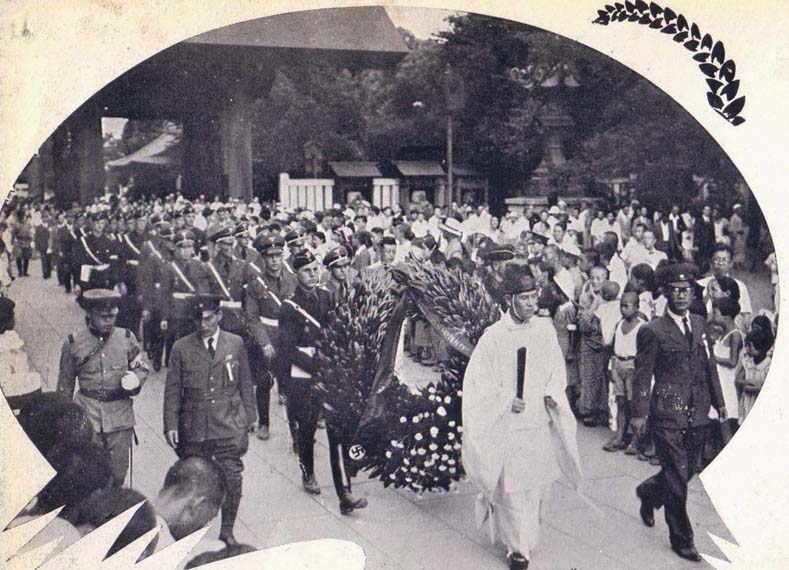
10月、靖国神社参拝
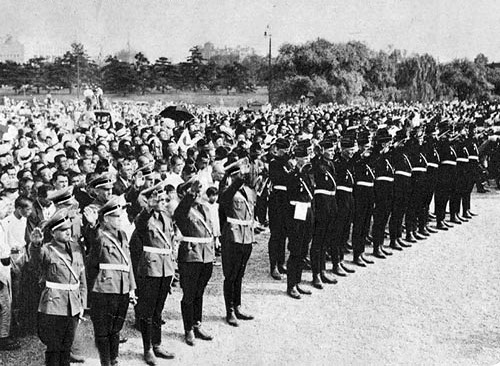
10月、宮城前

## 第12SS装甲師団
第12SS装甲師団“ヒトラーユーゲント” (12. SS-Panzer-Division Hitlerjugend) は、上記のヒトラーユーゲント団員から選抜された少年兵（ほとんどが16、17歳であった）及び第1SS装甲師団“SSアドルフ・ヒトラー連隊”（1. SS-Panzer-Division “Leibstandarte SS Adolf Hitler”）から抽出された士官、下士官を中心に編制された武装親衛隊の部隊。士官の数が足りず、国防軍の士官を出向させた他、下士官は成績優秀で急進的なユーゲント兵士からも選抜して昇格させた。未成年兵士には成年兵士に支給されるタバコの代わりにチョコレートなどが支給された。
当初1943年に装甲擲弾兵師団として編制を開始、間もなく戦車部隊をより強力にした装甲師団に格上げされた。実戦経験豊かな士官が多かったので、実戦に即した猛訓練を積む。連合軍は、同師団を「ベイビー師団」「ミルク師団」と揶揄する宣伝を行ったが、1944年のノルマンディーにおける戦闘では、連合国上陸翌日にカーン攻略を目指すイギリス軍に損害を与え、フリッツ・ヴィット (de:Fritz Witt) 師団長と彼の戦死後に師団長を引き継いだクルト・マイヤーが率いる同師団が2カ月近くも勇猛に交戦するのを目の当たりにすることとなった。
しかし、カーン攻防戦で重装備のほとんどを失い、マイヤー師団長が撤退途中、捕虜となる。その後の再編・補充も充分でないままアルデンヌ攻勢に投入される。1945年、東部戦線に転じてハンガリーにおける武装親衛隊を主力とする最後の大攻勢（春の目覚め作戦）に参加し、壊滅的な打撃を受けた。その後、数少ない残部はオーストリアで終戦を迎えた。

## ギャラリー

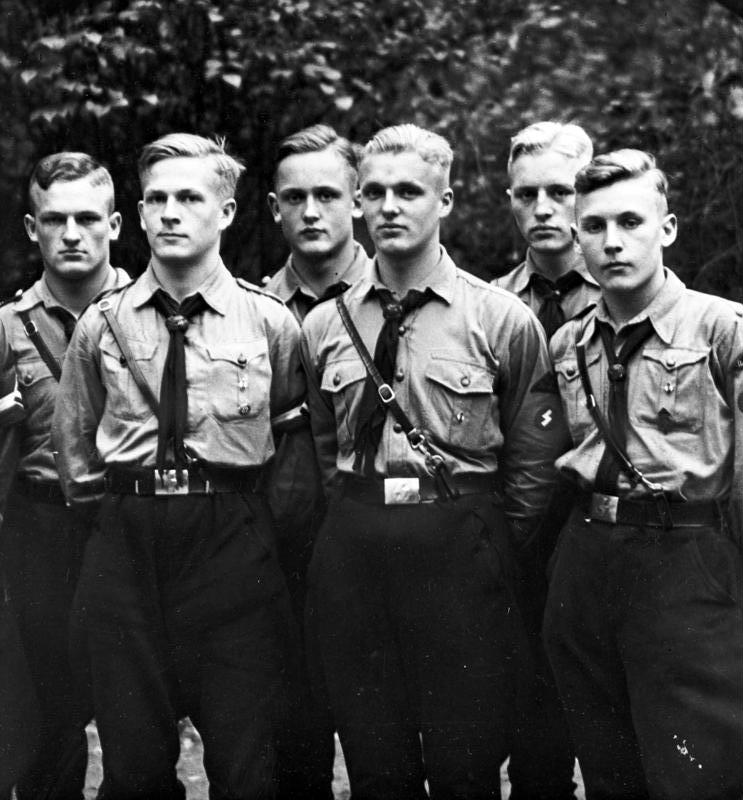
ヒトラーユーゲントのメンバー(1933年)
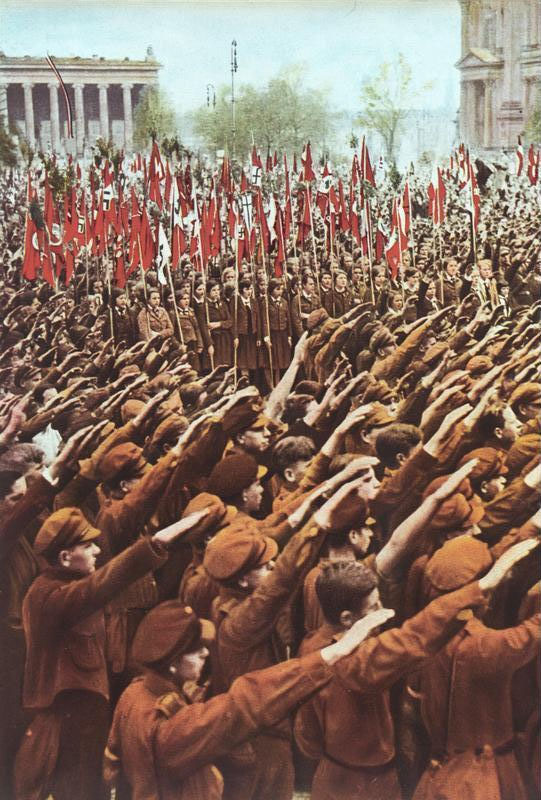
ナチス式敬礼を行うヒトラーユーゲント(1933年 ベルリン)
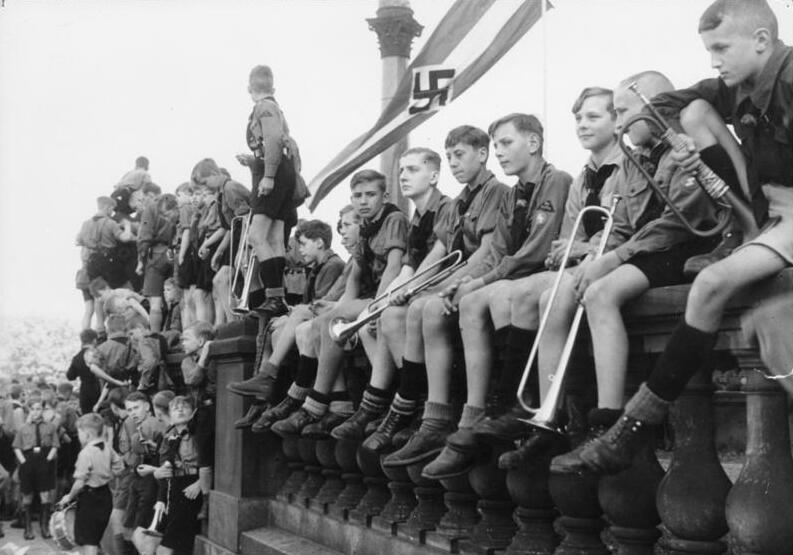
ヒトラーユーゲントの隊員(1933年5月)
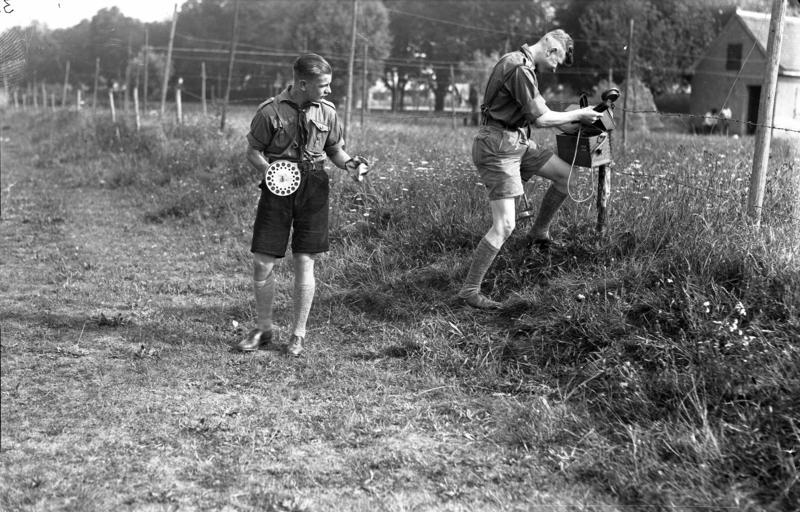
軍事訓練で野外電話線敷設を行うヒトラーユーゲント2名(1933年)
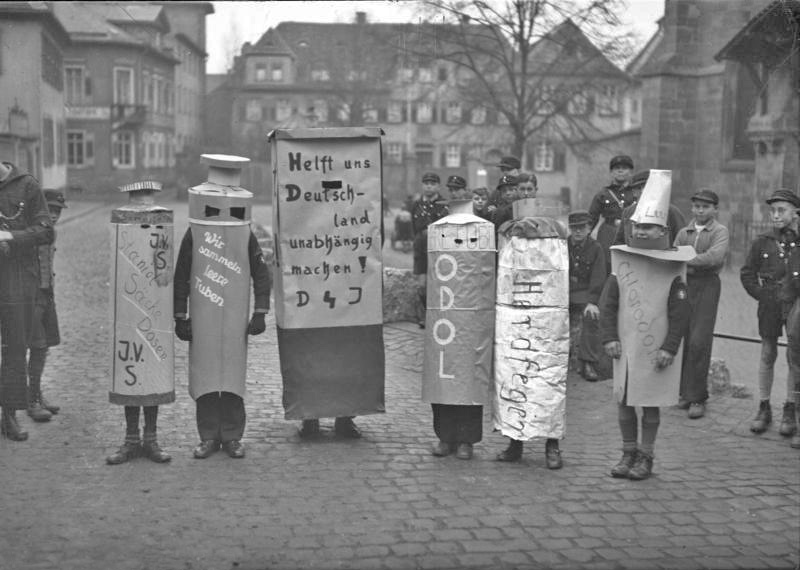
ヒトラーユーゲントの金属屑収集活動(1938年)
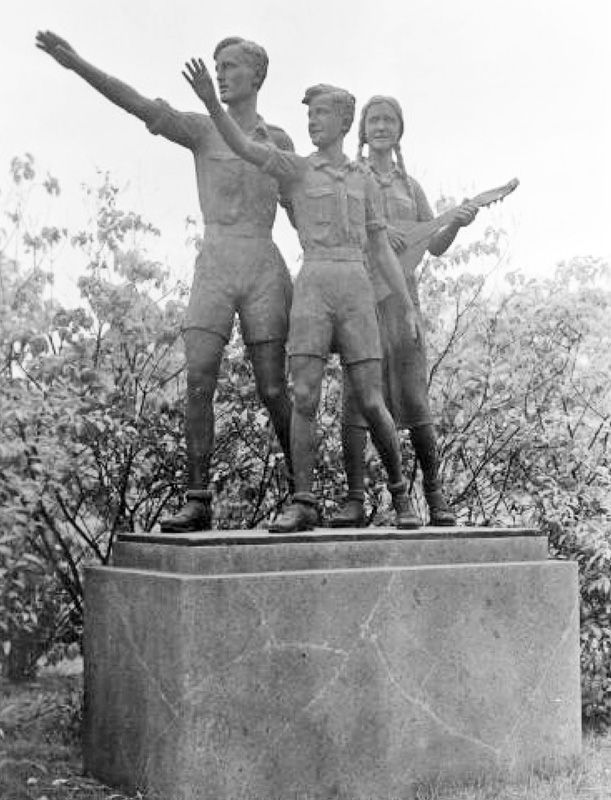
青年記念碑（ドイツ語版） (1938年 ライプツィヒ)
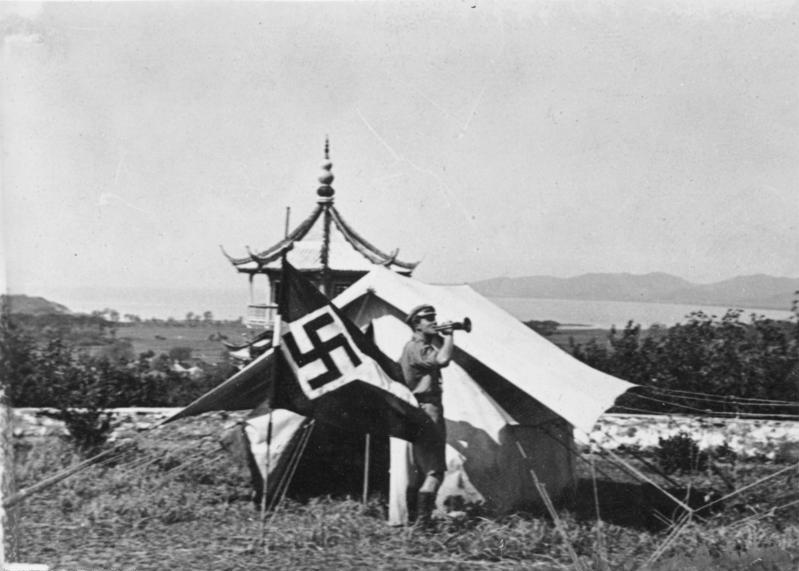
ヒトラーユーゲントのキャンプ (1935年 中華民国)
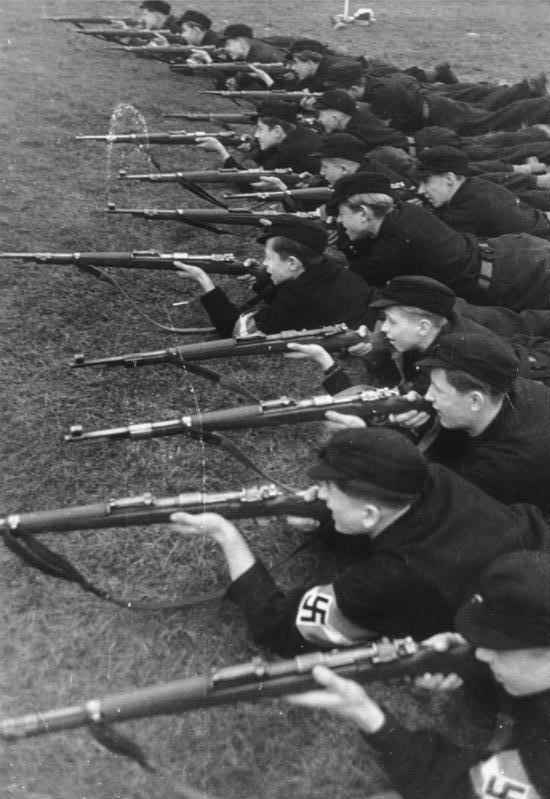
小銃の取り扱い方法を習うヒトラーユーゲント (1943年)
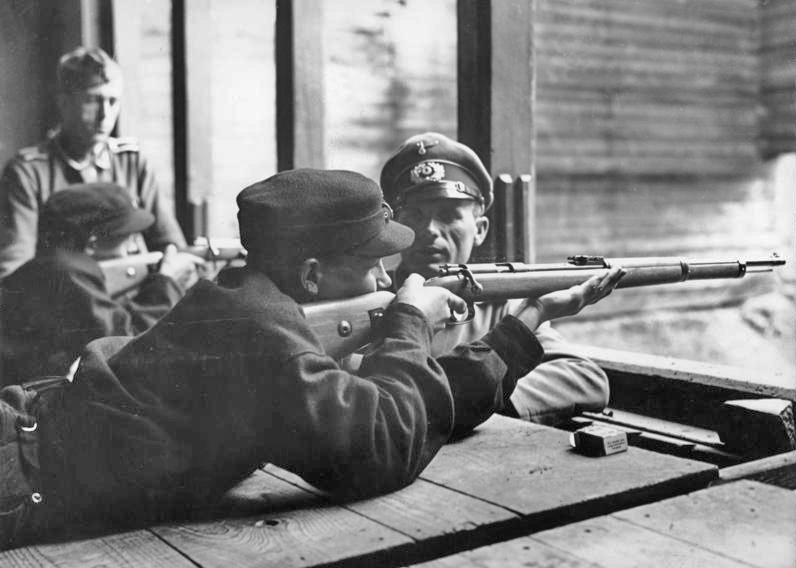
軍事訓練キャンプ（ドイツ語版）で陸軍下士官から実弾射撃訓練を受けるヒトラーユーゲント。構えているのは軍制式小銃に似せた小口径ライフルである。
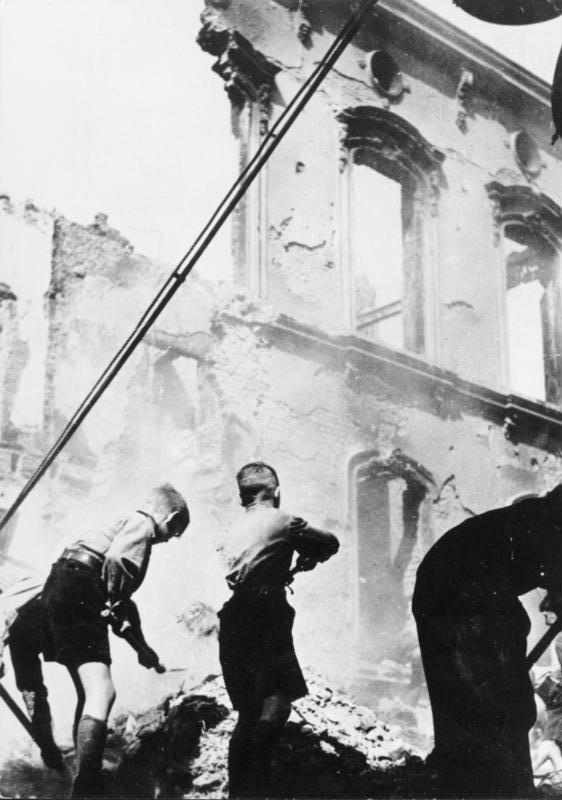
戦災家屋のがれきを片付けるヒトラーユーゲント (1943年)
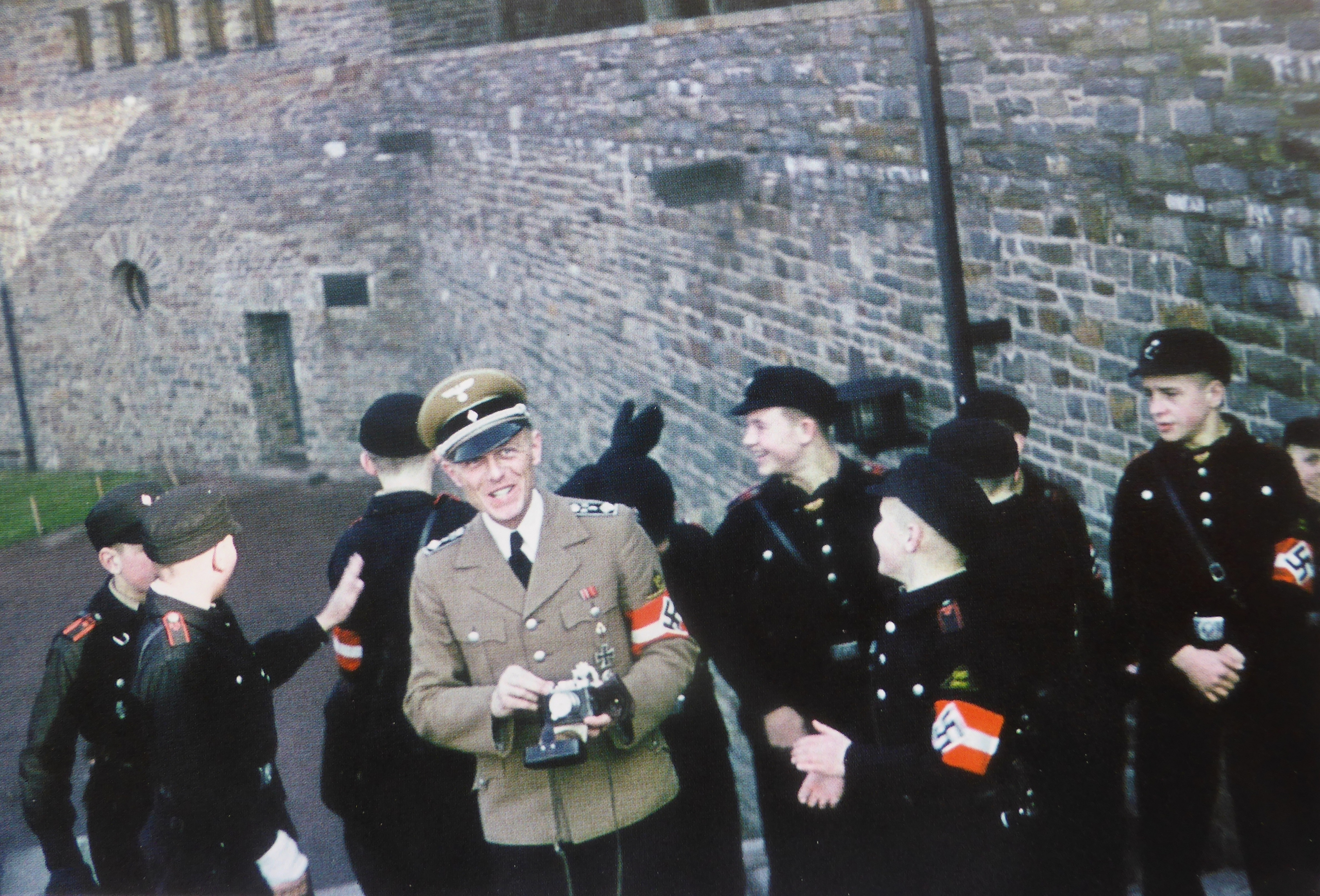
フォーゲルザンク政治指導者学校を見学するヒトラーユーゲント隊員（1944年）
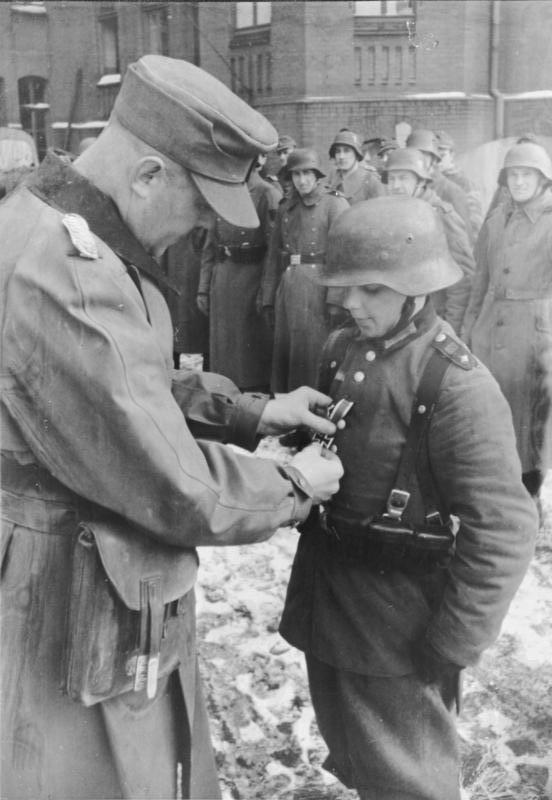
鉄十字章を授与される16歳の少年(1945年3月)
ヒトラーユーゲントのエンブレム
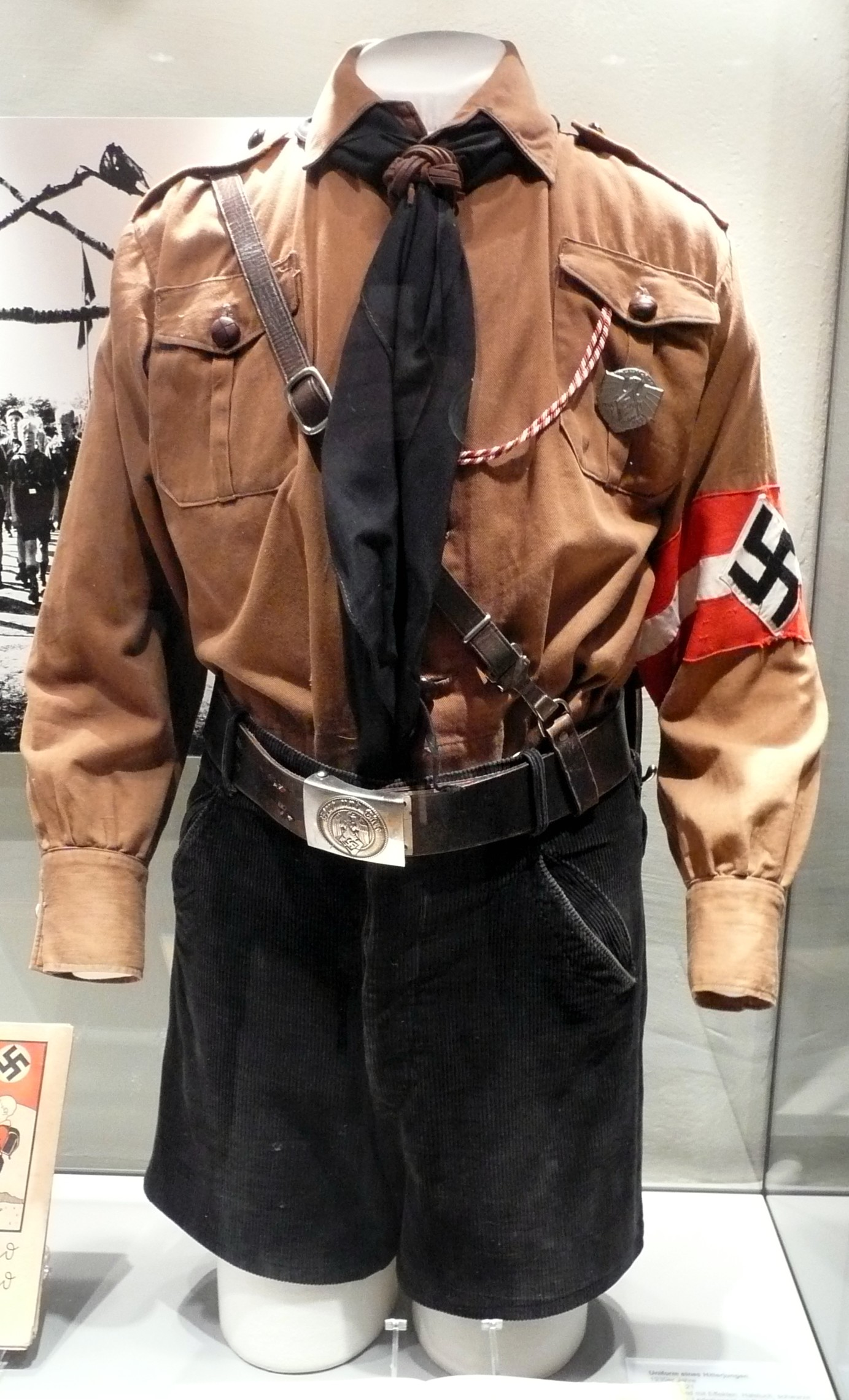
1930年代のヒトラーユーゲントの制服
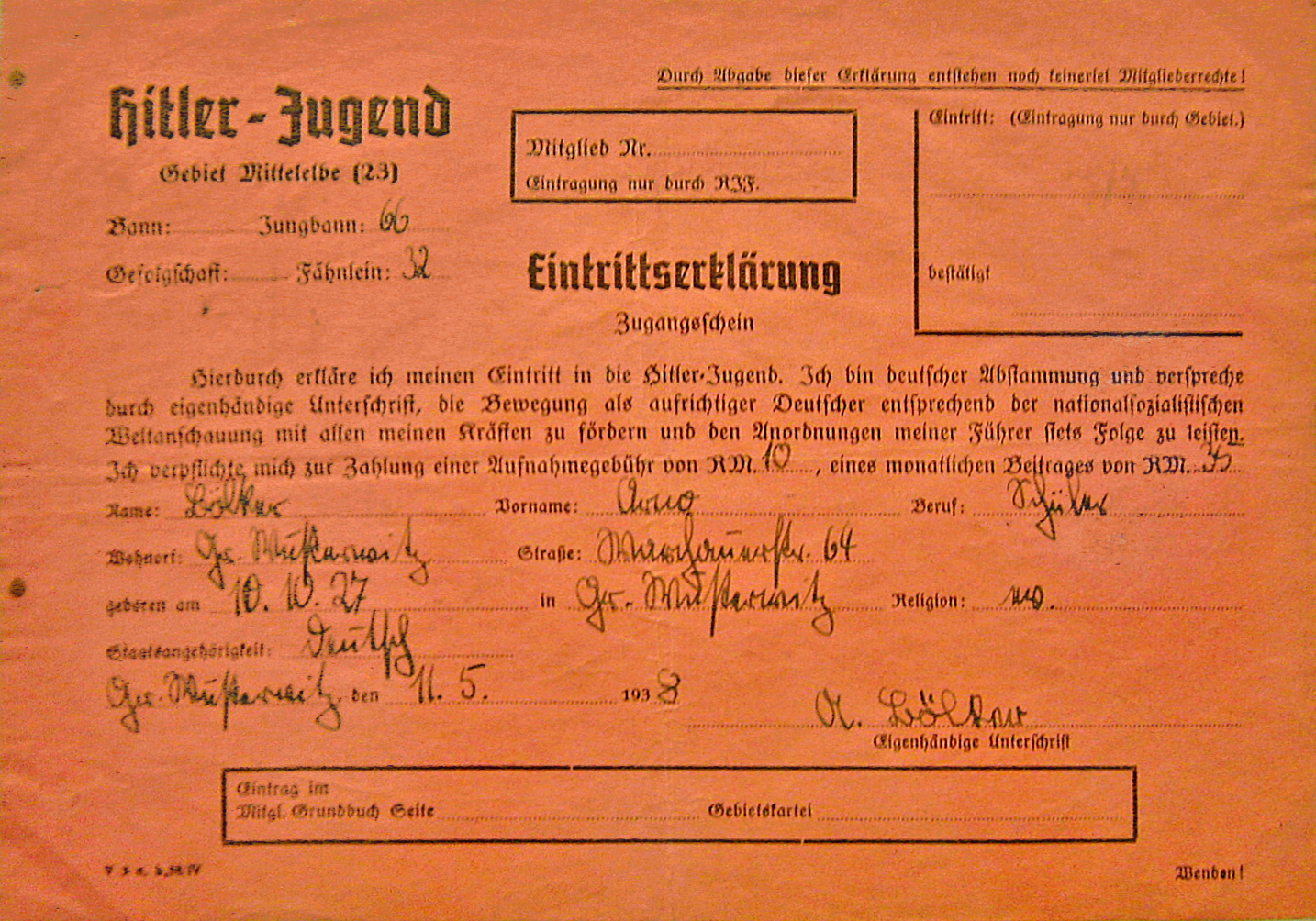
ヒトラーユーゲントの入隊申告書 (1938年以降)
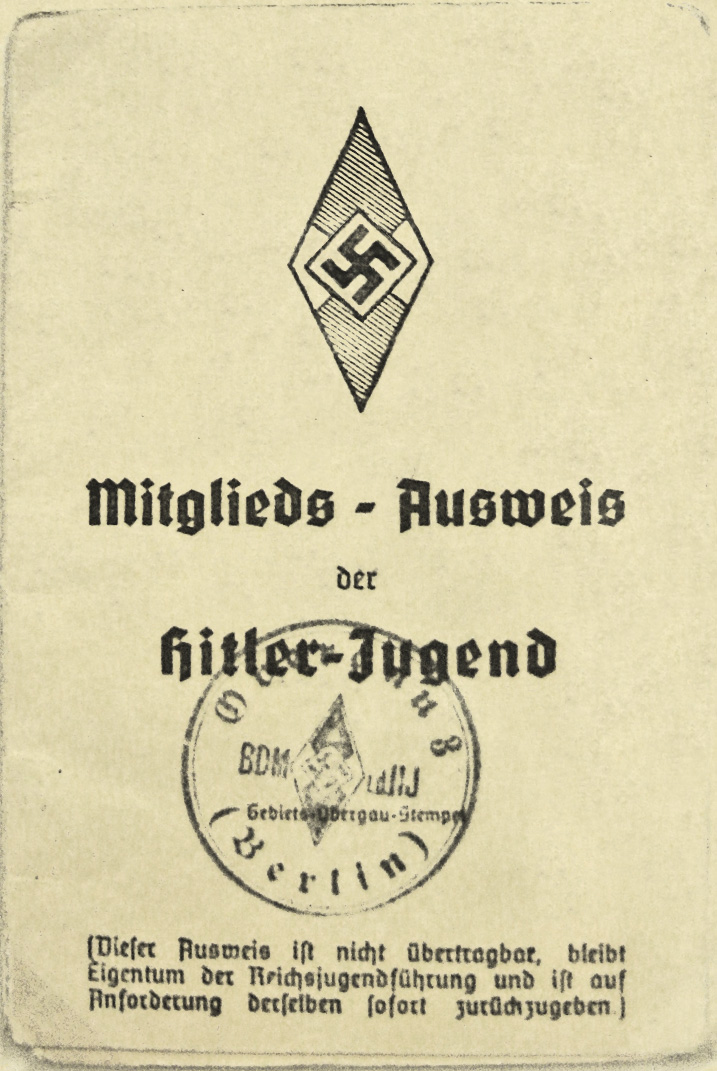
ヒトラーユーゲントの隊員証
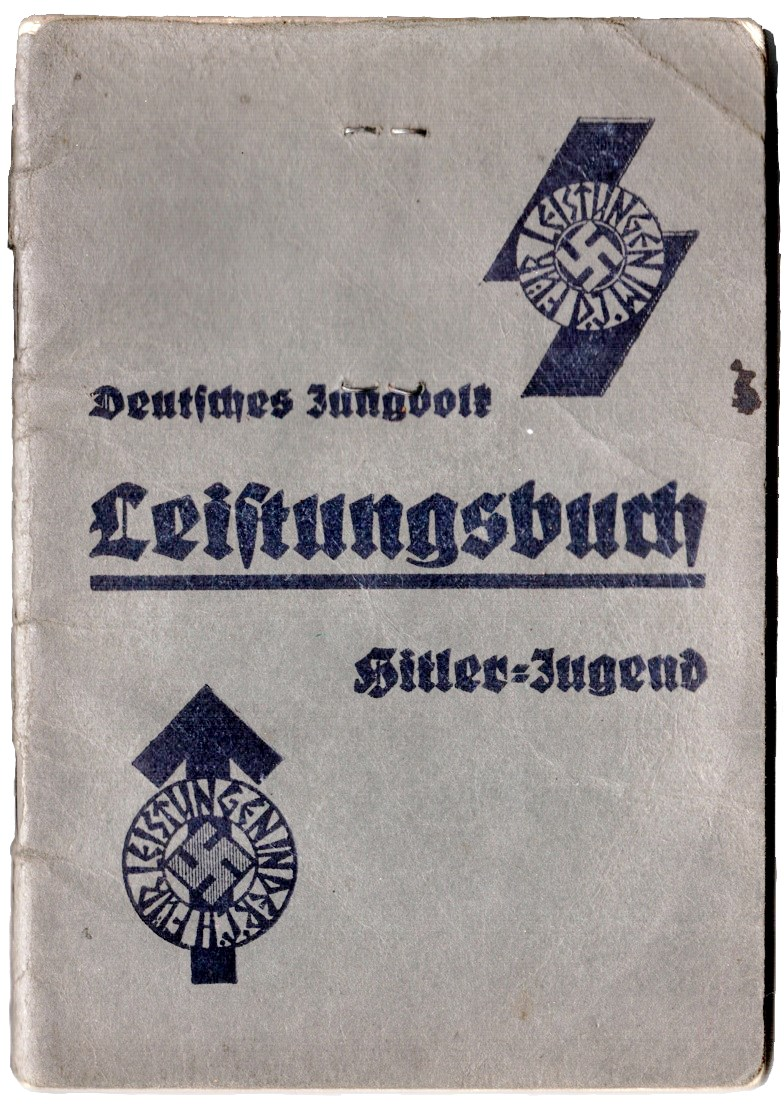
少国民団・ヒトラーユーゲント兼用の活動記録帖
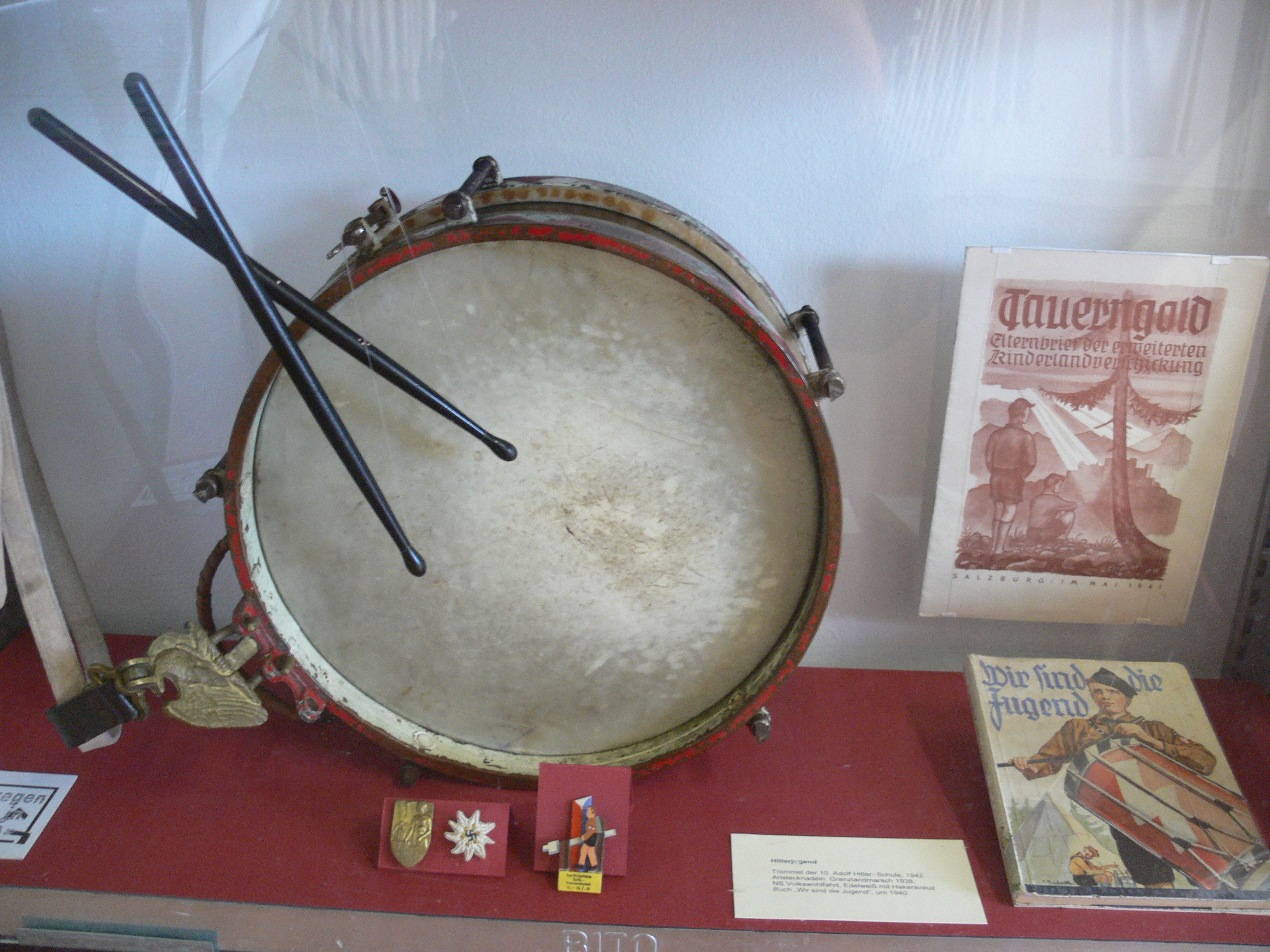
ヒトラーユーゲントの行進ドラム、バッジ、印刷物(ベルリンスタジアム)

## 制服

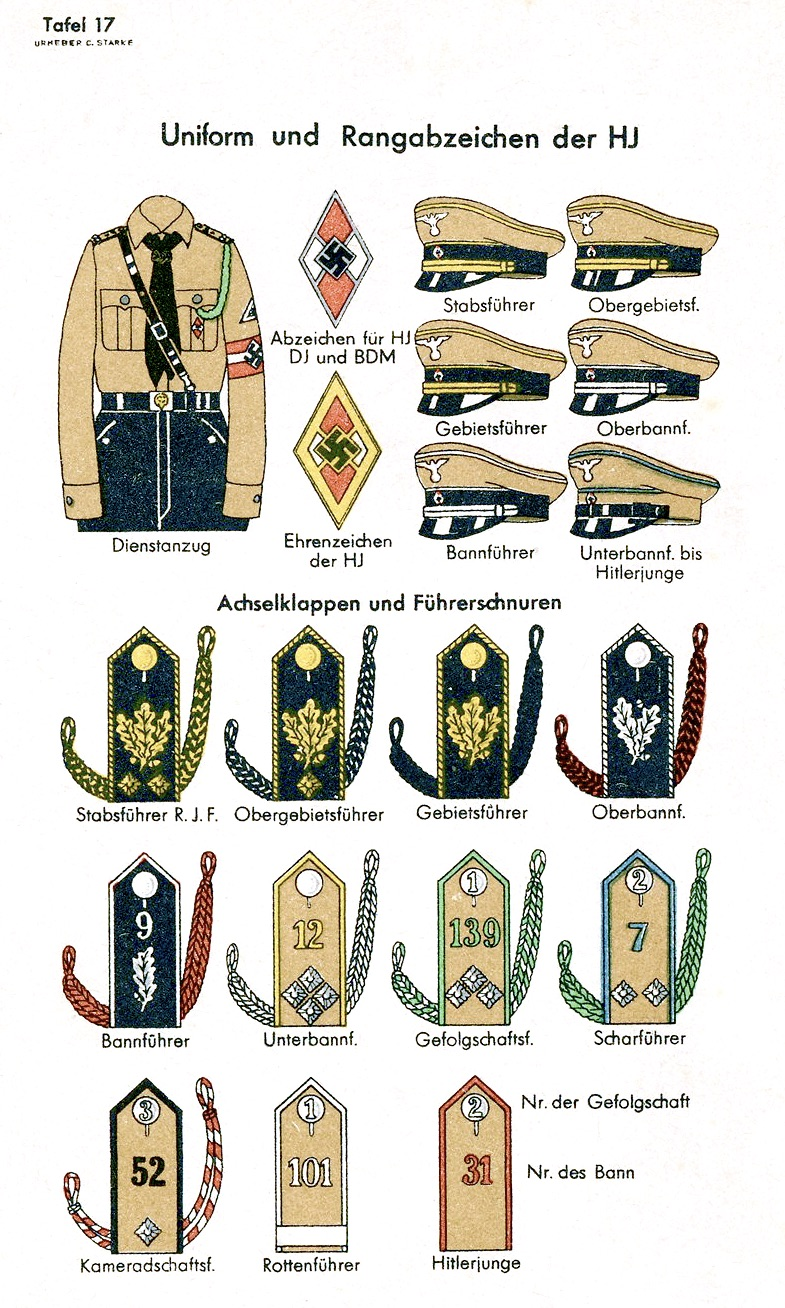
1937年の団員の制服、制帽および肩章

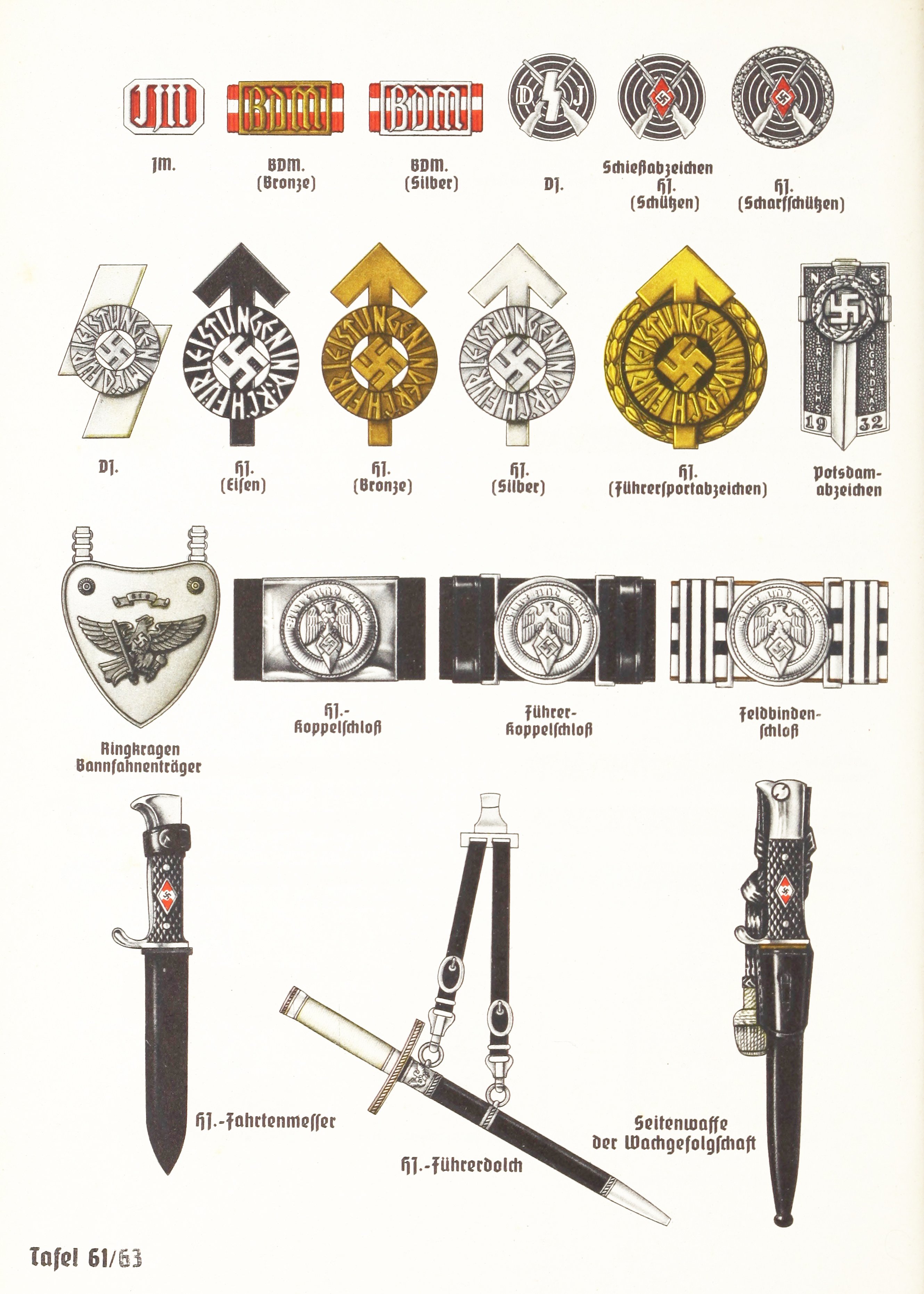
団員が授与出来るピン、バッジ、ゴルゲット、バックル、短剣

ヒトラーユーゲントの制服は、当初、突撃隊（SA）と同様のものを用いていたが、1925年からは、団員専用の制服が新たに支給された。この制服はSAと同様、褐色を基調としたシャツ型の制服であったが、裁断はSAとは異なり、装飾も新たに追加された。また、この頃から団員専用の腕章が支給され、ヒトラーユーゲントをSAの組織から独立させる契機となった。
夏季用の制服は、黒色の半ズボンと褐色のシャツで構成され、襟元には黒スカーフをショルダーベルトに固定して着用した。制帽は当初、舟形の略帽が採用されていたが、1934年に廃止され、後に陸軍型の制帽が採用された。
冬季用の制服は親衛隊の勤務服に近い裁断となっており、配色は上衣が褐色で乗馬ズボンは黒色となっていた。
肩章には、各団員の所属する部隊番号や組織名が刺繍されていた。上級指導隊長（Höhere Führerschaft）以下は、肩章のボタンに「随行隊（Gefolgschaft、中隊に相当）」の番号が刻印され、肩章の本体には「隊旗団（Bann、大隊に相当）」の番号が刺繍された。旗手団長（Bannführer）以上からは、肩章にオークのモノグラムが取り付けられた。また、アドルフ・ヒトラー・シューレの生徒にはAHSの文字が、衛生隊にはᛉ（レーベン）のルーン文字が刺繍されている。
ヒトラーユーゲントにおいて制服は、最下層から最高位の者まで、全員が同じ制服を着用することになっていたが、これは、団員の社会的・階級的疎外を解消させると共に、民族共同体への帰属意識を自覚させるものであった。
団員には多くの徽章やバッジなどが用意されていたが、中でもよく見られるものとして、『ヒトラーユーゲント名誉章（Hitlerjugend Ehrenabzeichen）』と『ヒトラーユーゲント技能章（Hitlerjugend-Leistungsabzeichen）』などがある。

## 階級一覧
| 階級区分                         | 階級名                   | 徽章 | 訳               | 相当する陸軍の階級 |
| -------------------------------- | ------------------------ | ---- | ---------------- | ------------------ |
| 全国指導者 Reichsleiter          | Reichsjugendführer       |      | 全国青少年指導者 | 元帥               |
| 上級指導団長 Höheres Führerkorps | Stabsführer              |      | 幕僚長           | 上級大将           |
| 上級指導団長 Höheres Führerkorps | Obergebietsführer        |      | 上級地域指導者   | 兵科大将           |
| 上級指導団長 Höheres Führerkorps | Gebietsführer            |      | 地域指導者       | 中将               |
| 上級指導団長 Höheres Führerkorps | Hauptbannführer          |      | 高級旗手団長     | 少将               |
| 指導団長 Führerkorps             | Oberbannführer           |      | 上級旗手団長     | 大佐               |
| 指導団長 Führerkorps             | Bannführer               |      | 旗手団長         | 大佐               |
| 指導団長 Führerkorps             | Oberstammführer          |      | 上級団長         | 中佐               |
| 指導団長 Führerkorps             | Stammführer              |      | 団長             | 少佐               |
| 上級指導隊長 Höhere Führerschaft | Hauptgefolgschaftsführer |      | 高級随行隊長     | 大尉               |
| 上級指導隊長 Höhere Führerschaft | Obergefolgschaftsführer  |      | 上級随行隊長     | 中尉               |
| 上級指導隊長 Höhere Führerschaft | Gefolgschaftsführer      |      | 随行隊長         | 少尉               |
| 指導隊長 Führerschaft            | Oberscharführer          |      | 上級小隊長       | 上級曹長           |
| 指導隊長 Führerschaft            | Scharführer              |      | 小隊長           | 曹長               |
| 指導隊長 Führerschaft            | Oberkameradschaftsführer |      | 上級同胞隊長     | 軍曹               |
| 指導隊長 Führerschaft            | Kameradschaftsführer     |      | 同胞隊長         | 伍長               |
| 指導隊長 Führerschaft            | Oberrottenführer         |      | 上級班長         | 伍長勤務上等兵     |
| 指導隊長 Führerschaft            | Rottenführer             |      | 班長             | 上等兵             |
| ヒトラー青年 Hitlerjungen        | Hitlerjungen             |      | ヒトラー青年団員 | 兵卒               |

### 兵科色
| 兵科色                         | 兵科                                  | 兵科色                   | 兵科           |
| ------------------------------ | ------------------------------------- | ------------------------ | -------------- |
| カーマインレッド (karmesinrot) | 全国青年指導部 地域青年指導部幕僚     | ブライトレッド (Hochrot) | 一般青年団員   |
| ライトブルー (hellblau)        | 青年団航空隊                          | ピンク (rosa)            | 青年団機械化隊 |
| イエロー (gelb)                | 青年団通信隊                          | グリーン (grün)          | 青年団耕作隊   |
| ホワイト (Weiss)               | 党教育指導生徒 哨戒部隊（1943年発足） |                          |                |

## 文献
- 『ヒットラー』（講談社の絵本）、大日本雄弁会講談社、1941年
- 山口定 『ナチ・エリート』、中央公論社、1976年
- 平井正 『ヒトラー・ユーゲント・青年運動から戦闘組織へ』、中央公論社
- H.W.Koch　『ヒトラー・ユーゲント　―戦場に狩り出された少年たち―』 根本政信（訳）、サンケイ出版、1981年
- ハンス・ペーター・リヒター（ドイツ語版） 『ぼくたちもそこにいた』 上田真而子（訳）、岩波書店、1995年、ISBN 4001131358
ヒトラー・ユーゲントに所属していた主人公と二人の級友の体験を描く。三部作 『あのころはフリードリヒがいた（ドイツ語版） 』、『若い兵士のとき』 の内の一冊。映画「意志の勝利」に記録されたナチ党大会の様子が体験的に描写されている。
- Hubert Meyer　『ヒトラー・ユーゲント・SS第12装甲師団史』 向井裕子（訳）、大日本絵画、1998年、ISBN 4-499-22678-3
- Brenda Ralph Lewis　『ヒトラー・ユーゲント・第三帝国の若き戦士たち』 大山晶（訳）、原書房、2001年、ISBN 4-562-03464-5
- Mishel Tournier　『魔王』 植田祐次（改訳）、ナポラを題材とした小説、みすず書房、2001年、ISBN 4-622-04809-4
- クルト・マイヤー『擲弾兵―パンツァーマイヤー戦記』　松谷健二・吉本隆昭 訳、<学研M文庫>、2000年、ISBN 4-05-901160-6
SS第12装甲師団長。同師団設立からノルマンディーの戦いの様子が語られている。
- 皆川博子 『総統の子ら』、集英社、2003年、小説

ヒトラーユーゲントに反抗する少年たち
- 竹中暉雄 『エーデルヴァイス海賊団 (Edelweißpiraten) ナチズム下の反抗少年グループ』、勁草書房、1998年
- Alexander Goeb（著）、エーデルヴァイス海賊団の一員として16歳で処刑された少年、Er war sechzehn, als man ihn erhängte / Das kurze Leben des Widerstandskämpfers Bartholomäus Schink, Rowohlt Taschenbuch Verlag, 2001, ISBN 3-499-23026-7

日本にやってきたヒトラーユーゲント
- 中道寿一 『ヒトラー・ユーゲントがやってきた』、南窓社, 1991年
- 中道寿一 『君はヒトラー・ユーゲントを見たか？』、南窓社、1999年

## 関連作品

### 映画
- 『ヒトラー青年クヴェックス（ドイツ語版）（原題：Hitlerjunge Quex）』
1932年に発行された『Hitlerjunge Quex』をナチ党の権力掌握後にウーファが1933年に映画化した物。主人公のモデルヘルベルト・ノルクス（英語版）はヒトラーユーゲントであり、共産主義者によって殺害された。彼の死は即座にナチ党のプロパガンダに用いられた。
- 『僕を愛したふたつの国/ヨーロッパ ヨーロッパ （原題：EUROPA EUROPA）』
1990年フランス・ドイツ合作映画。旧ソ連西部に住んでいたユダヤ人少年（容姿は純ゲルマン風）が、侵攻してきたドイツ将校に見込まれて（ユダヤ人でピオネール団員である経歴を伏せ）養子縁組を結んでもらい、ヒトラー・ユーゲントに入団。ユダヤ教徒の印の割礼を必死に隠したりなど苦労を重ねつつ、皮肉にも成績優秀者として認められていく物語（実話）。
- 『スウィング・キッズ』
アメリカ映画。ナチス政権下、ハンブルクに住む三人のスウィング・ジャズ好き青年の物語。仲間の内の一人がヒトラー・ユーゲントに入団し、段々、思想的に傾倒して主人公と袂を分かってしまう様などを描く。
- 『サウンド・オブ・ミュージック』
映画・ミュージカル・アニメなど様々な形で作品化。ナチスを嫌うオーストリア将校が家長の音楽一家の長女の恋人がヒトラーユーゲントの団員。終盤、スイスへ脱出する一家を目撃し、通報の自粛を懇願する長女を裏切る。
- 『魔王（原題：Orga）』：Mishel Tournier の小説の映画化。
- 『意志の勝利』
- 『ジョジョ・ラビット』

### 漫画
- ひっとらぁ伯父サン - 藤子不二雄Aの作品。ヒットラーそっくりの男が、町内で和製ヒトラーユーゲントをつくる話である。登場する「黒シャツ少年隊」は、ファシスタ党の民兵の名（黒シャツ隊）にちなむ。
- アドルフに告ぐ - 手塚治虫の作品。文藝春秋文春ビジュアル文庫全5巻。ヒトラーユーゲントに入団してナチズムに傾倒していくドイツ人青年と、彼の友人であるユダヤ人青年との確執、そしてヒトラー本人（全員のファーストネームがアドルフ）を描く。
- 黒騎士物語 - 小林源文の作品。日本出版社全1巻。物語の終盤、主人公であるドイツ陸軍将校の部隊に年配者と少年から編成された国民突撃隊が配属され、主人公がこのうちヒトラー・ユーゲントの少年たちに帰郷を命じる場面が登場する。

### 関連書籍
- 「少年団運動の成立と展開-英国ボーイスカウトから学校少年団まで」（田中治彦 、九州大学出版会、1999年）
- 「少年団の歴史-戦前のボーイスカウト・学校少年団」（上平泰博、中島純、田中治彦、萌文社、1996年）